# Broadcast Data Systems
Broadcast Data Systems (BDS, также известная как Nielsen BDS) — служба, которая отслеживает трансляцию песен на радио, телевидении и в Интернете. Служба, которая является частью MRC Data, способствует формированию североамериканских чартов, публикуемых журналом Billboard, включая Billboard Hot 100 и Canadian Hot 100, в сочетании с данными о продажах и распространении онлайн компанией MRC Data.
С августа 2006 года до последней публикации в июне 2009 года BDS также предоставляла данные для чартов для журнала R&R. 10 сентября 2009 года веб-сайт Radio-Info.com заключил соглашение о партнерстве с Nielsen BDS по предоставлению данных для чартов радиопередач и для более чем 20 других форматов.
С момента своего дебюта в 1992 году BDS стала стандартом для радио и музыкальной индустрии благодаря своей точности обнаружения, отслеживания и мониторинга песен, что устраняет необходимость в ведении отчётности и запросах к торговым и звукозаписывающим компаниям для добавления и проверки треков. Этот метод также помог трекам, которые транслировались только в эфире (и не выпускались как синглы), стать главными хитами, особенно в чарте Billboard Hot 100.